# デニス・ビエル
デニス・ビエル（Denis Vieru、1996年3月10日- ）はモルドバ・キシナウ出身の柔道選手。階級は66kg級。得意技は体落。足技も得意としている。

## 経歴
柔道は7歳の時に始めた。2016年のU23ヨーロッパ柔道選手権大会66㎏級で優勝した。その後も一定の活躍をすると、2019年のグランドスラム・パリでは伏兵ながら決勝まで進むと、ジョージアのバジャ・マルグベラシビリを体落で破って、モルドバの選手として初めてグランドスラム大会を制することになった。グランドスラム・デュッセルドルフでは準決勝で丸山城志郎に送襟絞で敗れるなどして5位だったが、グランドスラム・バクーでは地元アゼルバイジャンのニジャット・シハリザダに一本勝ちして優勝した。ユニバーシアードでは決勝で桂嵐斗を小外刈の技ありで破って優勝した。東京で開催された世界選手権では準決勝で韓国の金琳煥に敗れて3位だった。なお、2019年にはドーピング違反が発覚したものの、意図的ないしは過失により違反したものではないと本人が証明できたため、刑期が2年から8ヶ月に短縮された。その裁定がなされた2019年6月から2020年2月の間に国際大会に出場することも許容されたが、IJF主催のグランプリ・ザグレブ及び世界選手権で得た世界ランキングのポイントは帳消しとなった。2021年7月に日本武道館で開催された東京オリンピックでは2回戦で敗れた。2022年の世界選手権では準決勝でオリンピックチャンピオンの阿部一二三に敗れて3位だった。2023年のヨーロッパ選手権では優勝した。2024年のパリオリンピックでは準決勝で阿部に技ありで敗れるも、3位決定戦に勝利して銅メダルを獲得した。なお、モルドバ選手がオリンピックで獲得した初めてのメダルとなった。
IJF世界ランキングは5039ポイント獲得で1位(2025年7月20日現在)。

## 主な戦績
- 2016年 - U23ヨーロッパ柔道選手権大会 優勝
- 2017年 - ワールドマスターズ 7位
- 2018年 - グランプリ・アンタルヤ 2位
- 2018年 - グランプリ・ブダペスト 3位
- 2019年 - グランドスラム・パリ 優勝
- 2019年 - グランドスラム・デュッセルドルフ 5位
- 2019年 - グランプリ・アンタルヤ 優勝
- 2019年 - グランドスラム・バクー 優勝
- 2019年 - ヨーロッパ競技大会 5位
- 2019年 - ユニバーシアード 優勝
- 2019年 - グランプリ・ザグレブ 2位
- 2019年 - 世界選手権　3位
- 2020年 - ヨーロッパ選手権　3位
- 2021年 -　グランプリ・ザグレブ　優勝
- 2021年 -　グランドスラム・バクー 2位
- 2021年 -　グランドスラム・アブダビ 優勝
- 2022年 -　グランプリ・アルマダ 優勝
- 2022年 -　グランドスラム・アンタルヤ　優勝
- 2022年 -　ヨーロッパ選手権　3位
- 2022年 -　グランドスラム・トビリシ 優勝
- 2022年 -　グランドスラム・ウランバートル　5位
- 2022年 -　世界選手権　3位
- 2022年 -　グランドスラム・バクー　優勝
- 2022年 -　ワールドマスターズ　3位
- 2023年 -　グランドスラム・パリ　3位
- 2023年 -　ワールドマスターズ　2位
- 2023年 -　グランドスラム・バクー　3位
- 2023年 - ヨーロッパ選手権 優勝
- 2023年 -　グランドスラム・東京　3位
- 2024年 - パリオリンピック　3位
- 2025年 - グランドスラム・ウランバートル　2位

(出典、JudoInside.com)